# Grup Etnik
Grup Etnik was een Turkse band.

## Biografie
Grup Etnik werd begin 1997 opgericht om samen met Şebnem Paker deel te nemen aan de Turkse preselectie voor het Eurovisiesongfestival. Met het nummer Dinle wist men de nationale finale te winnen, waardoor ze mochten deelnemen aan het Eurovisiesongfestival 1997 in de Ierse hoofdstad Dublin. Daar eindigde Turkije als derde, destijds de beste Turkse prestatie ooit op het Eurovisiesongfestival.
Het bekendste lid van Grup Etnik was bağlamaspeler Ahmet Koç.
1975: Semiha Yankı · 
1978: Nilüfer & Nazar · 
1980: Ajda Pekkan · 
1981: Modern Folk Trio & Ayşegül · 
1982: Neco · 
1983: Çetin Alp & The Short Waves · 
1984: Beş Yıl Önce On Yıl Sonra · 
1985: MFÖ · 
1986: Klips ve Onlar · 
1987: Seyyal Taner & Lokomotif · 
1988: MFÖ · 
1989: Pan · 
1990: Kayahan · 
1991: İzel Çeliköz, Reyhan Karaca & Can Uğurluer · 
1992: Aylin Vatankoş · 
1993: Burak Aydos · 
1995: Arzu Ece · 
1996: Şebnem Paker · 
1997: Şebnem Paker & Grup Etnik · 
1998: Tüzmen · 
1999: Tuba Önal & Grup Mistik · 
2000: Pınar Ayhan & Grup SOS · 
2001: Sedat Yüce · 
2002: Buket Bengisu & Grup Safir · 
2003: Sertab Erener · 
2004: Athena · 
2005: Gülseren · 
2006: Sibel Tüzün · 
2007: Kenan Doğulu · 
2008: Mor ve Ötesi · 
2009: Hadise · 
2010: MaNga · 
2011: Yüksek Sadakat · 
2012: Can Bonomo